# ایگنات دیشلیف
ایگنات دیشلیف (انگلیسی: Ignat Dishliev؛ زادهٔ ۸ ژوئن ۱۹۸۷) بازیکن فوتبال اهل بلغارستان است.
از باشگاه‌هایی که در آن بازی کرده است می‌توان به باشگاه فوتبال پارتیزانی تیرانا اشاره کرد.